# Rosa Mountbatten
Rosa Mountbatten #997A8D

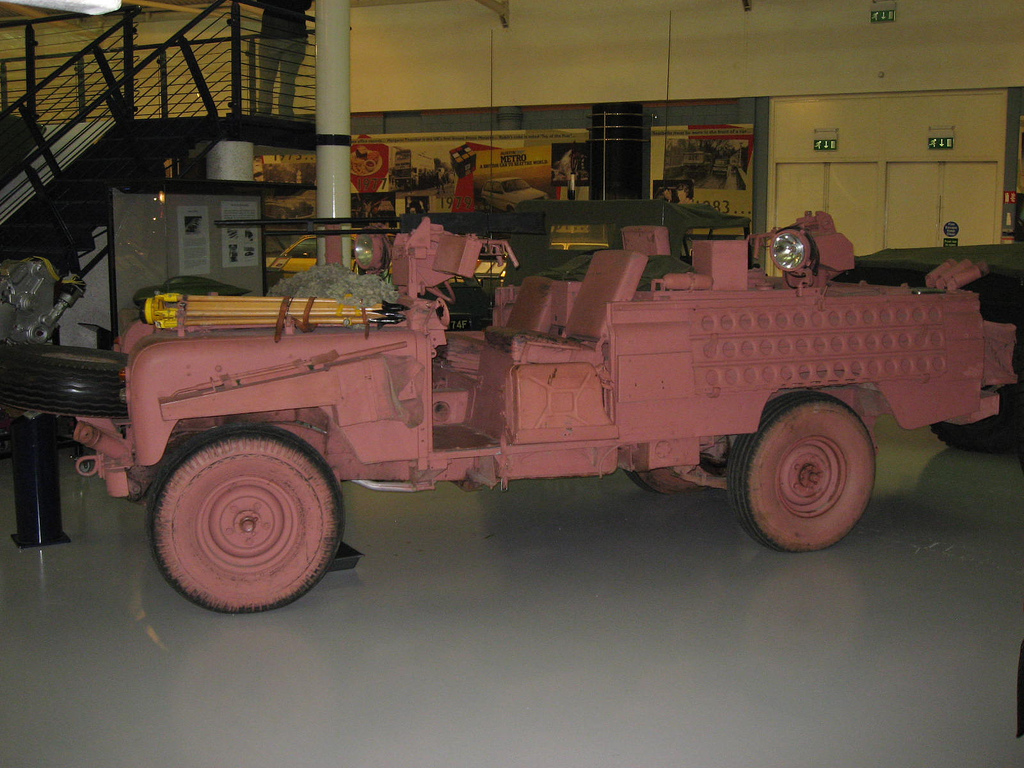
El modelo "Pink Panther" de Land Rover o LRDPV (Long-Range Desert Patrol Vehicle), debe su mote a su distintivo color rosa de camuflaje. Se encuentra en exhibición en el British Motor Museum.

El Rosa Mountbatten, también llamado Rosa Plymouth, es un color de camuflaje naval que se parece a un malva grisáceo. Fue utilizado por primera vez por Lord Mountbatten, de la Marina Real Británica durante la Segunda Guerra Mundial. Después de observar cómo un barco de la Union-Castle Line pintado con un color similar desaparecía de vista,  aplicó ese color a sus propios barcos, pensando que el color dificultaría su avistamiento durante el amanecer y el crepúsculo. Aunque el color fue recibido con un éxito anecdótico, tras ser juzgado por expertos resultó ser equivalente a un gris neutro, y en el peor de los casos haría más visibles a los barcos.

## Historia
En 1940, mientras escoltaba a un convoy, Lord Mountbatten notó que una embarcación del grupo desaparecía de la vista mucho antes que el resto. El barco, de la línea Union-Castle, estaba pintado de gris lavanda. Convencido de la efectividad del color como camuflaje durante el amanecer y el atardecer, a menudo horas peligrosas para los barcos, Mountbatten decidió pintar todos los destructores de su flotilla con un pigmento similar, el cual  creó mezclando un gris medio con una pequeña cantidad de Rojo veneciano. Al principio de 1941 muchos otros barcos empezaron a utilizar el mismo camuflaje, aunque no se hizo ninguna prueba formal para determinar lo bien que funcionaba.
El camuflaje del rosa Mountbatten común se refinó con el uso  de un tono ligeramente más claro del mismo color para las estructuras superiores del barco. Sin embargo, hacia el final de 1942, todos los  barcos del tamaño de un destructor o mayor ya habían prescindido del rosa Mountbatten, a pesar de que se cree que los barcos más pequeños mantuvieron este color hasta aproximadamente 1944. El problema principal con este color era que  destacaba más alrededor del mediodía, cuando  el cielo no era rosa, y el gris acorazado tradicional era mucho menos visible.
La Armada de Los Estados Unidos experimentó también con un tono similar de pintura, y al menos un barco, el USS Winslow, recibió esa capa de color.
La Kriegsmarine experimentó del mismo modo con un tono suave de rosa.

## Utilidad
Una historia anecdótica y posiblemente apócrifa en favor del rosa Mountbatten cuenta que el crucero HMS Kenya (apodado "La Señora Rosa" en aquel entonces debido a su color rosa Mountbatten), el cual durante la Operación Archery cubrió una redada contra unos puestos del ejército en la Isla Vågsøy en la costa noruega. Los alemanes dispararon sobre el Kenya durante varios minutos con las armas costeras pero solo recibió daños menores procedentes de disparos fallidos cercanos. Esto fue atribuido a la mezcla de su clamufaje color rosa Mountbatten con el marcador rosa que teñían los proyectiles que los alemanes utilizaban, impidiendo a estos distinguir entre salpicaduras de los proyectiles y el barco. Historias así, y la propia experiencia personal de barcos con este color que desaparecían de la vista, hizo que las tripulaciones de barcos pintados de este color lo apoyaran.
Expertos de camuflaje observaron que el color puede hacer a los barcos más visibles a raíz del efecto Purkinje. Estos también se quejaron sobre las mezclas incontroladas, que podrían resultar en colores que contienen más rojos de los pretendidos; tal mezcla podría ser desastrosa, ya que los barcos con el mínimo tono de rojo atraen mucho más la atención que aquellos con un tono equivalente de azul en los tonos claros. Un manual del Almirantazgo británico concluyó que la pintura era "ni más ni menos eficaz en cuanto a camuflaje en el mar que los grises neutros de un tono equivalente; y, aún más, que si el contenido de rojo era lo bastante alto, de tener cualquier efecto el color generalmente obstaculizaría más que ayudaría al ocultamiento".